# Neufgrange
Neufgrange là một xã trong vùng Grand Est, thuộc tỉnh Moselle, quận Sarreguemines, tổng Sarreguemines-Campagne. Tọa độ địa lý của xã là 49° 04' vĩ độ bắc, 07° 04' kinh độ đông. Neufgrange nằm trên độ cao trung bình là 250 mét trên mực nước biển, có điểm thấp nhất là 214 mét và điểm cao nhất là 278 mét. Xã có diện tích 7,17 km², dân số vào thời điểm 1999 là 1270 người; mật độ dân số là 177 người/km².

## Thông tin nhân khẩu
| 1962 | 1968 | 1975  | 1982  | 1990  | 1999  |
| ---- | ---- | ----- | ----- | ----- | ----- |
| 771  | 936  | 1.000 | 1.107 | 1.234 | 1.270 |